# Jesús Silva-Herzog Márquez
Jesús Silva-Herzog Márquez (12 de octubre de 1965) es un periodista y escritor mexicano. Miembro de la Academia Mexicana de la Lengua. Colaborador miembro del portal web de noticias Latinus .

## Estudios y docencia
Es hijo de Jesús Silva-Herzog Flores y nieto del historiador Jesús Silva Herzog. Estudió la licenciatura en Derecho en la Universidad Nacional Autónoma de México (UNAM) y una maestría en Ciencias Políticas por la Universidad de Columbia en Nueva York. 
Es catedrático de la Escuela de Gobierno y Transformación Pública del Tecnológico de Monterrey. Ha sido investigador invitado en la Universidad de Georgetown y del Centro Internacional para Académicos Woodrow Wilson.

## Columnista y académico
Es columnista del periódico Reforma. Colabora regularmente en las revistas Nexos y Letras libres. El 26 de septiembre de 2013 fue elegido miembro de la Academia Mexicana de la Lengua para ocupar la silla XXIX, la misma que ocupó su abuelo. Tomó posesión el 11 de septiembre de 2014. Su discurso de ingreso a la Academia aborda las perspectivas contrastantes de Alfonso Reyes y Octavio Paz: El conversador y el polemista

## Obras publicadas
Entre los títulos de sus obras se encuentran:
- Esferas de la democracia Archivado el 28 de abril de 2017 en Wayback Machine., en 1996.
- El antiguo régimen y la transición en México, en 1999.
- Andar y ver, en 2005.
- Andar y ver. Segundo cuaderno
- La idiotez de lo perfecto. Miradas a la política, en 2006.
- "The Idiocy of Perfection" 2017.
- "Lecturas de la Constitución. El constitucionalismo mexicano frente a la Constitución de 1917" volumen coordinado con José Ramón Cossío Díaz
- La palabra y la ciudad, UNAM - Academia Mexicana de la Lengua, 2019
- Por la tangente. De ensayos y ensayistas, publicado por Editorial Taurus, 2020
- La casa de la contradicción, publicado por Editorial Taurus, 2021
- Andar y ver. Tercer cuaderno. Editorial Taurus, 2023